# 첩혈속집
《주윤발의 첩혈속집》(辣手神探, Hard-Boiled)은 홍콩에서 제작된 오우삼 감독의 1992년 액션, 범죄, 스릴러, 느와르 영화이다. 주윤발(저우룬파)과 양조위(량차오웨이) 등이 주연으로 출연하였고 전소혜 등이 제작에 참여하였다.
이 영화는 1992년 홍콩에서 개봉되어 대중으로부터 전반적으로 긍정적인 평가를 받았으나 영웅본색, 첩혈쌍웅 등 오우삼 감독의 이전 액션 영화들처럼 상업적인 성공을 거두지는 못했다.

## 출연

### 주연
- 주윤발
- 양조위
- 모순균

### 조연
- 황추생
- 관해산
- 동위

## SBS 성우진 (2001년 10월 21일)
- 신성호 - 원반장(주윤발)
- 김영선 - 앨런(양조위)
- 송도영 - 모형사(모순균)
- 김영진 - 자니
- 박신영
- 윤기황
- 김강산
- 손원일
- 김정주
- 서문석
- 김수중
- 오인성
- 박형욱
- 원호섭

## 참고 문헌
- Elder, Robert K. (2005). 《John Woo: Interviews》. University Press of Mississippi. ISBN 1-57806-776-6.